# Assamencyrtus
Assamencyrtus is een geslacht van vliesvleugeligen uit de familie Encyrtidae. De wetenschappelijke naam van dit geslacht is voor het eerst geldig gepubliceerd in 2006 door Singh.

## Soorten
Het geslacht Assamencyrtus is monotypisch en omvat slechts de volgende soort:
- Assamencyrtus jorhatensis Singh, 2006